# Dypsis beentjei
Dypsis beentjei is de botanische naam van een plant uit de palmenfamilie (Arecaceae), die endemisch is in Madagaskar.
De palm is vernoemd naar Henk Beentje. 
De plant groeit in regenwouden op ultramafisch gesteente op de bodem van de vallei en komt enkel voor over een oppervlakte van 6 km² in het Antanambewoud in het nationaal park Mananara Nord. De populatie wordt geschat op minder dan dertig volwassen soorten. Door zijn zeldzaamheid staat de plant op de Rode Lijst van de IUCN als zijnde "ernstig bedreigd (kritiek)" (CR).